# イリヤシュ
イリヤシュ（ボスニア語:Ilijaš、クロアチア語:Ilijaš、セルビア語:Илијаш）は、ボスニア・ヘルツェゴビナの自治体である。同国の首都であるサラエヴォの郊外にあり、同国を構成する2つの構成体のうちボスニア・ヘルツェゴビナ連邦のサラエヴォ県に属している。

## 人口動態

### 1971年
1971年のユーゴスラビア社会主義連邦共和国による国勢調査では、自治体の人口は23,007人であり、その民族別の内訳は以下の通りである。
- セルビア人 - 10,941人（47,55%）
- ムスリム人 - 9,187人（39,93%）
- クロアチア人 - 2,172人（9,44%）
- ユーゴスラビア人 - 400人（1,73%）
- その他 - 307人（1,35%）

### 1991年
1991年のユーゴスラビア社会主義連邦共和国による国勢調査では、自治体の人口は25,184人であり、その民族別の内訳は以下の通りである。
- セルビア人 - 11,325人（44.96%）
- ムスリム人 - 10,585人（42.03%）
- クロアチア人 - 1,736人（6.89%）
- ユーゴスラビア人 - 1,167人（4.63%）
- その他 - 371人（1.47%）

ユーゴスラビア時代に「ムスリム人」と呼ばれた人々は、1991年以降のボスニア・ヘルツェゴビナでは「ボシュニャク人」と呼ばれるようになった。

### 2002年
2002年の推計によると、自治体の人口は15,277人である。民族別では、ボシュニャク人が13,401人（87.8%）で圧倒的多数を占め、次いでセルビア人の1,072人（7%）、クロアチア人の644人（4.2%）、160人（1%）がその他となっている。

### 2005年
2005年の推計では、自治体の人口の89%はボシュニャク人であると見られる。

## 集落
イリヤシュ自治体は、自治体の中心となる町と、それを取り巻く周辺の地区の大きく2つに分けられる。自治体の中心を成すイリヤシュの町は複数の地区に分けられ、最も都市化が進んでいる中心地区にはおよそ1万人が暮らす。イリヤシュ郊外のミソチャ（Misoča）は自治体で2番目に規模の大きい地区であり、およそ1千5百人が暮らしている。この地区の住民のうち1千3百人はボシュニャク人であり、250人がセルビア人、50人がクロアチア人である。このほかに、自治体にはポドルゴヴィ（Podlugovi）、リェシェヴォ（Lješevo）、スタリ・イリヤシュ（Stari Ilijaš）、マレシチ（Malešići）の各地区が含まれる。